# 龍笛

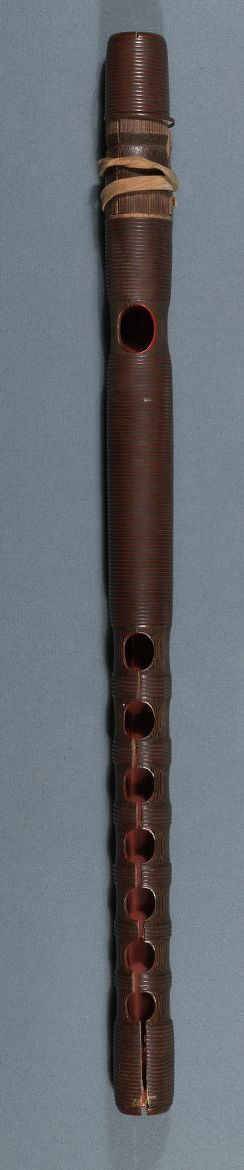
龍笛

龍笛是一种可能成型於唐代的传统横吹木管乐器，今日僅見於日本。由唐竹制成，常用於演奏日本雅樂。龍笛通过遣唐使传入日本，可能是由中亞的橫吹演变而来龍笛通过遣唐使传入日本，可能是由中亞的橫吹演变而来，并與能管、篠笛一起被认为是其他和樂器中所有横笛的原型和祖先。

## 特点
龙笛在雅乐乐器中是音域很宽广的一种乐器，音域为E5～D7，共2个八度，低音到高音的转换自由顺畅，犹如“翔起龙吟”（舞い立ち昇る龍の鳴き声），因此得名。龍笛的笛音代表翔起之龍，笙音代表天光，而篳篥代表地人。龍笛是日本雅樂使用的“三管”以及3種橫笛之一，多用於演奏日本古代風格的樂曲。
7孔，长40厘米，内径1.3厘米。演奏时，手指并不完全覆盖指孔，而是用盖半孔的演奏技法，轻抬手指可改变音调。

## 演奏形式
合奏中，主旋律一般由篳篥演奏，利用龍笛广阔的音域，主旋律能与其他乐声很好的配合。一般来说，作品的开始部分由龍笛独奏，独奏一般由樂曲的声部长（音頭）担任。

## 文化

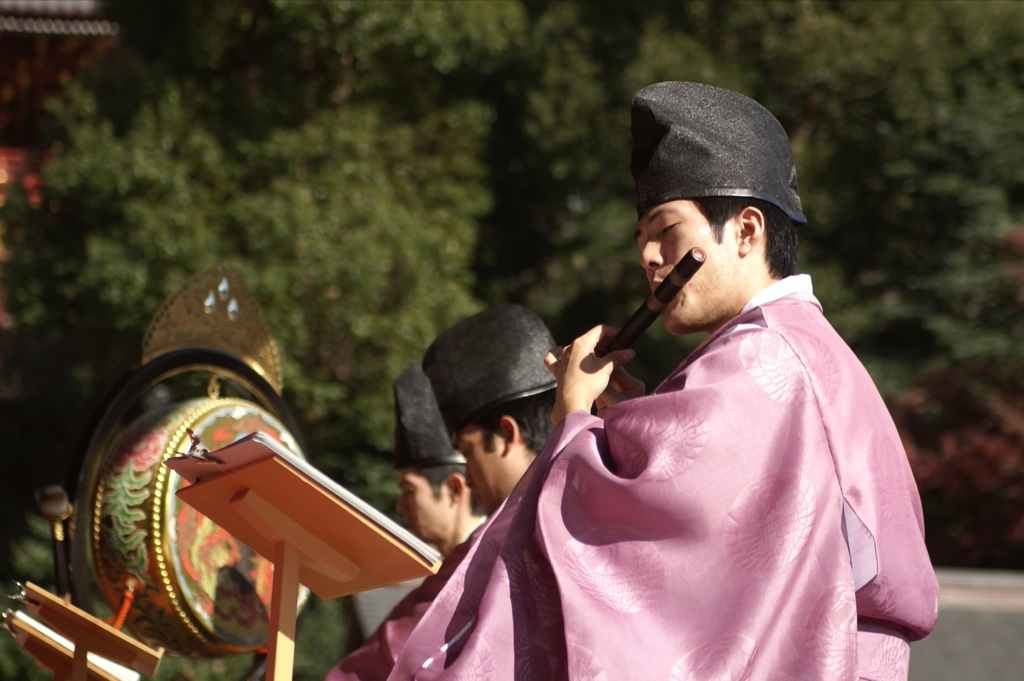
龍笛奏者（神奈川縣鎌倉市）

日本古代的王公貴族和武将有很多都喜愛龍笛高亢入雲的声調，堀河天皇、源義経和源博雅的很多逸事都與龍笛的奇異傳説有關。和七絃琴一様，長期被認為是皇家秘器。平安中期女作家清少納言的散文集《枕草子》中也寫到「在所有樂器中，笛（龍笛）是最高尚的一種」（原意），並且列擧了皇室傳来的龍笛的名品。
20世纪末开始，龙笛开始在现代音乐作品中被使用，如琴古流尺八奏者笹本武志就是一位专业用龙笛演奏新音乐的演奏者。
德国作曲家汉斯·维尔纳·亨策在其作品《逃奴》（El Cimarrón）用到了龙笛。